# Sergej Savin
Sergej Aleksandrovič Savin (in russo Сергей Александрович Савин?; Oral, 7 ottobre 1988) è un pallavolista russo.
Gioca nel ruolo di schiacciatore nella Volejbol'nyj klub Lokomotiv Novosibirsk.

## Carriera
La carriera di Sergej Savin inizia a Nižnevartovsk, nel Volejbol'nyj klub Samotlor, dove esordisce nel massimo campionato russo nella stagione 2008-09, dopo diversi anni nella squadra B; nel 2011-12 è anche il capitano della squadra.
Dal campionato 2012-13 è tesserato per il Volejbol'nyj Klub Gubernija, con cui raggiunge una finale di Coppa CEV, persa in finale contro il Paris Volley; all'Universiade 2013 viene inserito nella selezione che conquista la medaglia d'oro, mentre viene convocato per la prima volta nella nazionale maggiore il 30 maggio 2014, in una partita contro la Serbia valida per la World League. Viene inoltre convocato per il campionato mondiale 2014, che la Russia conclude al quinto posto.
Nella stagione 2015-16 approda alla Volejbol'nyj klub Lokomotiv Novosibirsk.

## Palmarès

### Nazionale (competizioni minori)
- Universiade 2013